# Campionati italiani femminili assoluti di atletica leggera 1923
Quella del 1923 è stata la prima edizione dei campionati italiani femminili assoluti di atletica leggera. Prima di allora, infatti, i campionati nazionali di atletica leggera erano riservati agli atleti maschi.
Il 6 maggio 1923 venne fondata la Federazione Italiana Sport Femminili e nello stesso giorno a Milano, in località Vigentino presso lo stadio della Forza e Coraggio, si disputarono i primi campionati riservati alle donne, organizzata dalla stessa FIAF anziché dalla Federazione Italiana Sports Atletici, che invece continuò a organizzare campionati esclusivamente maschili. 
La FIAF venne assorbita dalla FIDAL (che aveva sostituito la FISA nel 1927) il 1º gennaio 1929, tuttavia le gare maschili e femminili continuarono a disputarsi separatamente fino al 1952. Fu solo con i campionati del 1953 che, dal 25 al 27 settembre, uomini e donne gareggiarono durante la stessa manifestazione presso lo Stadio Olimpico di Roma.
La pista teatro della competizione del 1923 era in terra, lunga 370 metri e contava quattro corsie. Presero parte alla manifestazione dieci atlete e la diciottenne Maria Piantanida, della Società Ginnastica Pro Patria et Libertate, vinse cinque delle otto gare in programma.
Durante la manifestazione furono migliorati diversi record italiani: 83 metri ostacoli (15"0), salto in lungo (4,56 m) e getto del peso (8,49 m) a opera di Maria Piantanida e staffetta 4×75 metri con 40"4/5 per la Società Ginnastica Pro Patria et Libertate. Lina Banzi eguagliò il record da lei stessa detenuto nel salto in alto con 1,37 m.

## Risultati

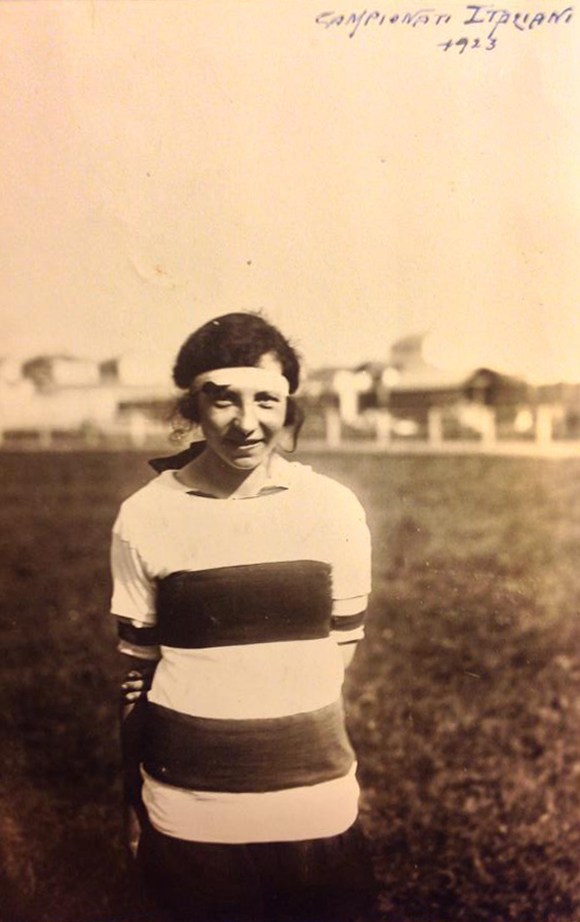
Maria Piantanida durante i campionati italiani del 1923

| Specialità                        | Oro | Prestazione | Argento                                                                | Prestazione | Bronzo                                                | Prestazione |
| Corse                             | Corse                                                                                                  | Corse       | Corse                                                                  | Corse       | Corse                                                 | Corse       |
| --------------------------------- | --- | ----------- | ---------------------------------------------------------------------- | ----------- | ----------------------------------------------------- | ----------- |
| 80 m                              | Maria Piantanida Società Ginnastica Pro Patria et Libertate                                            | 11"1/5      | Maria Boscolo Foot Ball Club Treviso                                   | a spalla    | Elda Neri Associazione Sportiva Edera                 | s/t         |
| 250 m                             | Giuseppina Ferrè Società Ginnastica Pro Patria et Libertate                                            | 38"4/5      | Emma Ghiringhelli Unione Sportiva Milanese                             | 39"3/5      | Maria Bordoni Sport Club Italia                       | 40"0        |
| 83 m hs                           | Maria Piantanida Società Ginnastica Pro Patria et Libertate                                            | 15"0        | Emma Ghiringhelli Unione Sportiva Milanese                             | 16"3/5      | Marina Zanetti Società Ginnastica Subalpina Torino    | 17"0        |
| Staffetta 4×75 m                  | Società Ginnastica Pro Patria et Libertate Maria Piantanida Lina Banzi Giuseppina Ferrè Sidonia Radice | 40"4/5      | Società Ginnastica Insubria Milano Pozzi Nulli Galdabino Bice Redaelli | 43"3/5      | Unione Sportiva Milanese                              | s/t         |
| Salti                             | |             |                                                                        |             |                                                       |             |
| Salto in alto                     | Lina Banzi Società Ginnastica Pro Patria et Libertate                                                  | 1,37 m =    | Andreina Sacco Club Atletico Torinese                                  | 1,35 m      | Emma Ghiringhelli Unione Sportiva Milanese            | 1,19 m      |
| Salto in lungo                    | Maria Piantanida Società Ginnastica Pro Patria et Libertate                                            | 4,56 m      | Luigina Bonfanti Società Ginnastica Forza e Coraggio Milano            | 4,54 m      | Elda Neri Associazione Sportiva Edera                 | 4,51 m      |
| Lanci                             | |             |                                                                        |             |                                                       |             |
| Getto del peso a due mani         | Bice Redaelli Società Ginnastica Insubria Milano                                                       | 15,27 m     | Maria Piantanida Società Ginnastica Pro Patria et Libertate            | [ 2 ]       | Lina Banzi Società Ginnastica Pro Patria et Libertate | 14,56 m     |
| Lancio del giavellotto a due mani | Maria Piantanida Società Ginnastica Pro Patria et Libertate                                            | 33,98 m     | Lina Banzi Società Ginnastica Pro Patria et Libertate                  | 32,18 m     | De Dionigi Società Ginnastica Pro Patria et Libertate | 28,73 m     |